# Ossaea pinetorum
Ossaea pinetorum är en tvåhjärtbladig växtart som beskrevs av Brother Alain. Ossaea pinetorum ingår i släktet Ossaea och familjen Melastomataceae. Inga underarter finns listade i Catalogue of Life.